# 金志秀
金志秀（1972年10月24日—），韓國女演員。常见中文译名为“金智秀”，為SBS第2期藝人選拔出身。

## 感情生活
和同年的男演員金柱赫合作《漂流的爱情》時發展出戀情，2003年開始交往，但在2009年結束了6年戀情。
2012年3月，在Facebook公開了自己和溫哥華出身、畢業於哥倫比亞大學經營系的企業家Roy Kim的戀情，男友比她小16歲，公開交往1年4個月後分手。

## 演出作品

### 電視劇
- 1992年：SBS《女刑警8080》飾演 蔡松華
- 1993年：SBS《熱情時代》
- 1993年：SBS《親愛的其他人》飾演 李明淑
- 1993年：SBS《遥远的松巴江》飾演 李玉林中尉
- 1994－1996年：MBC《綜合醫院》飾演 朱慶熙
- 1994年：MBC《M》飾 金恩熙
- 1994年：MBC《最後的戀人》飾演 金珠熙
- 1995年：HBS《小英雄们》飾演 汝珍
- 1996年：MBC《同期間》飾演 李菊熙
- 1997年：KBS2《我心中的天使》飾演 柔京
- 1997年：MBC《山》飾演 李水晶
- 1997年：KBS2《當他呼喚我的時候》飾演 金仁和
- 1998年：MBC《愛情》飾演 李素真
- 1998年：MBC《看了又看》飾演 郑银珠
- 1999年：SBS《甜蜜新娘》飾演 金敏熙
- 2000年：MBC《壞朋友》飾演 李尚恩
- 2000年：KBS2《陽光滿懷》飾演 朴志淑
- 2000年：MBC《白痴王子》飾演 周蔷薇
- 2001年：SBS《神話（朝鲜语：신화 (드라마)）》飾演 尹書然
- 2002年：KBS2《獵陽》飾演 宋熙珠
- 2002年：SBS《漂流的愛情》飾演 朴尚熙
- 2003年：SBS《初戀》飾演 尹瑞京
- 2004年：MBC《英雄時代》飾演 朴小宣
- 2008年：KBS2《太陽的女人》飾演 申度英／金漢淑
- 2010年：KBS1《近肖古王》飾演 扶余花
- 2012年：JTBC《Love Again》飾演 林智賢
- 2013年：SBS《溫暖的一句話》飾演 宋美京
- 2016年：tvN《記憶》飾演 徐英珠
- 2016年：KBS2《花郎》飾演 只召太后
- 2017年：tvN《花遊記》飾演 羅剎女／子恩
- 2018年：SBS《狐狸新娘星》飾演 楊舒君
- 2020年：MBC《365：逆轉命運的1年》飾演 李信
- 2021年：tvN《High Class》飾演 南智善
- 2024年：JTBC《浪漫這一家》飾演 琴愛妍[2]
- 2025年：TVING《我死的一週前》飾演 柳浩慶（特別出演）

### 電影
- 2005年：《女人，貞慧》
- 2005年：《請在鼓掌的時候離開》（特别出演）
- 2005年：《愛情談判》（特别出演）
- 2006年：《羅曼史》
- 2006年：《秋天路》
- 2006年：《微热》
- 2011年：《爱，不爱》（特别出演）
- 2015年：《江南1970》（特别出演）
- 2016年：《宇宙的聖誕節》
- 2018年：《完美的他人》飾演 藝珍

### MV
- 1998年：玻璃箱子《初次的爱》
- 1999年：珍珠《Gani》
- 2001年：金東律《再一次說愛我》
- 2004年：GUMMY《記憶喪失》
- 2006年：Vibe《那男那女》

## 廣告
LG 洗髮乳、飲料、沐浴露、化妝品、房地產、女性服裝等。

## 主持
- 1995年：KBS《演艺街直播》
- 1995年、1996年：MBC《人气歌谣Best50》(1995年4月21日—1995年10月20日，1996年3月9日—1996年5月18日)
- 1999年：SBS《徐世源的Superstation》

## 獎項
- 1997年：KBS演技大賞女子优秀演技赏（《当他呼唤我的时候》）
- 1998年：MBC演技大賞大賞（《看了又看》）
- 2002年：SBS演技大賞女子优秀演技賞（《漂流的爱情》）
- 2005年：TOM線上榮耀盛典頒獎典禮韓國最佳女演員
- 2005年：第4屆大韓民國電影獎女子新人獎(《女人，貞慧》)
- 2005年：第26屆韓國青龍電影獎最佳女新人獎(《女人，貞慧》)
- 2005年：新加坡國際電影節最佳女主角(《女人，貞慧》)
- 2008年：KBS演技大賞最優秀女子演技賞（《太陽的女子》）